# Per Thorén
Per Ludvig Julius Thorén (ur. 26 stycznia 1885 w Sztokholmie, zm. 5 stycznia 1962 tamże) – szwedzki łyżwiarz figurowy startujący w konkurencji solistów. Brązowy medalista olimpijski z Londynu (1908), medalista mistrzostw świata i Europy (zwycięstwo w 1911 r.), trzykrotny mistrz Szwecji (dwa razy indywidualnie i raz w parach sportowych).

## Osiągnięcia

### Pary sportowe

#### Z Elly Svensson
| Mistrzostwa Szwecji | 5 |

#### Z Elną Montgomery
| Mistrzostwa Szwecji | 1 |

### Soliści
| Zawody               | 1904           | 1905           | 1906           | 1907           | 1908           | 1909           | 1910           | 1911           |                |                |                |                |                |                |                |                |                |
| Międzynarodowe       | Międzynarodowe | Międzynarodowe | Międzynarodowe | Międzynarodowe | Międzynarodowe | Międzynarodowe | Międzynarodowe | Międzynarodowe | Międzynarodowe | Międzynarodowe | Międzynarodowe | Międzynarodowe | Międzynarodowe | Międzynarodowe | Międzynarodowe | Międzynarodowe | Międzynarodowe |
| -------------------- | -------------- | -------------- | -------------- | -------------- | -------------- | -------------- | -------------- | -------------- | -------------- | -------------- | -------------- | -------------- | -------------- | -------------- | -------------- | -------------- | -------------- |
| Igrzyska olimpijskie |                |                |                |                | 3              |                |                |                |                |                |                |                |                |                |                |                |                |
| Mistrzostwa świata   |                | 3              | 5              | 4              |                | 2              | 4              |                |                |                |                |                |                |                |                |                |                |
| Mistrzostwa Europy   |                |                | 3              | 4              |                | 3              | 3              | 1              |                |                |                |                |                |                |                |                |                |
| Krajowe              |                |                |                |                |                |                |                |                |                |                |                |                |                |                |                |                |                |
| Mistrzostwa Szwecji  | 2              | 1              | 2              | 1              | 2              |                |                |                |                |                |                |                |                |                |                |                |                |